# Маунт-Стерлінг (Айова)
Маунт-Стерлінг (англ. Mount Sterling) — переписна місцевість (CDP) в США, в окрузі Ван-Б'юрен штату Айова. Населення — 33 особи (2020).

## Географія
Маунт-Стерлінг розташований за координатами 40°37′5″ пн. ш. 91°56′12″ зх. д. / 40.61806° пн. ш. 91.93667° зх. д. (40.618104, -91.936738).  За даними Бюро перепису населення США в 2010 році переписна місцевість мала площу 1,03 км², уся площа — суходіл. В 2017 році площа становила 8,53 км², з яких 8,53 км² — суходіл та 0,01 км² — водойми.

## Демографія
Згідно з переписом 2010 року, у місті мешкало 36 осіб у 16 домогосподарствах у складі 10 родин. Густота населення становила 35 осіб/км².  Було 20 помешкань (19/км²).
Расовий склад населення:
| - 100,0 % — білих |

До двох чи більше рас належало 0,0 %. Частка іспаномовних становила 0,0 % від усіх жителів.
За віковим діапазоном населення розподілялося таким чином: 16,7 % — особи молодші 18 років, 75,0 % — особи у віці 18—64 років, 8,3 % — особи у віці 65 років та старші. Медіана віку мешканця становила 47,5 року. На 100 осіб жіночої статі у місті припадало 125,0 чоловіків;  на 100 жінок у віці від 18 років та старших — 114,3 чоловіків також старших 18 років.
Середній дохід на одне домашнє господарство  становив 94 447 доларів США (медіана — 127 875), а середній дохід на одну сім'ю — 103 027 доларів (медіана — 128 125). Медіана доходів становила 21 875 доларів для чоловіків та 38 125 доларів для жінок. 
Цивільне працевлаштоване населення становило 17 осіб. Основні галузі зайнятості: фінанси, страхування та нерухомість — 47,1 %, транспорт — 11,8 %, виробництво — 11,8 %.